# Cacula
Cacula ist eine Ortschaft in Angola.

## Verwaltung und Einwohner
Cacula ist Sitz eines gleichnamigen Kreises (Município) in der Provinz Huíla. Der Kreis wurde im Zuge der administrativen Neuordnungen 2011 neu geschaffen. Der Kreis umfasst eine Fläche von 3445 km² mit 110.102 Einwohnern (hochgerechnete Schätzung 2014). Die Volkszählung 2014 soll fortan für gesicherte Bevölkerungsdaten sorgen.
Der Kreis Cacula setzt sich aus vier Gemeinden (Comunas) zusammen:
- Cacula
- Chituto
- Tchiquaqueia
- Vita Vivar

## Söhne und Töchter der Stadt
- Joaquim Nhanganga Tyombe (* 1969), Geistlicher, seit 2021 Bischof von Uije